# Adam Horn af Åminne
Adam Horn af Åminne, född den 25 november 1989, är en svensk språkvetare (nordist).

## Forskning
Horn af Åminne disputerade 2022 på en avhandling inom diakron typologi, som behandlar avvecklingen av verbens personböjning i de nordiska språken och traditionella dialekterna.’ Han har även uppmärksammats för sin forskning om överkalixmålet i Norrbotten. Han tilldelades 2023 års Bernadottestipendium av Svenska Akademien.

### Monografier
- Från person till person: Avvecklingen av nordisk personkongruens ur ett diakront typologiskt perspektiv (2022)

### Referentgranskade artiklar
- ”Verbal kongruensböjning i sydvästsvenska dialekter. Svenska landsmål och svenskt folkliv 2016, årgång 139, sidorna 73–89.
- ”Överköḷis och Iviköḷis: Endonymer, hyperkorrektion och försvenskning i dagens överkalixmål”. Svenska landsmål och svenskt folkliv 2021, årgång 144,  sidorna 55–80.